# Krzczonów (województwo lubelskie)
Krzczonów – wieś w Polsce, położona w województwie lubelskim, w powiecie lubelskim w gminie Krzczonów, której jest siedzibą.
Wieś stanowi sołectwo gminy Krzczonów. Według Narodowego Spisu Powszechnego z roku 2011 wieś liczyła 1200 mieszkańców.
Wieś jest siedzibą rzymskokatolickiej parafii Wniebowzięcia Najświętszej Maryi Panny.

## Części wsi
| SIMC    | Nazwa               | Rodzaj    |
| ------- | ------------------- | --------- |
| 0384160 | Krzczonów-Folwark   | część wsi |
| 0384182 | Krzczonów-Sołtysy   | część wsi |
| 0384153 | Krzczonów-Wójtostwo | część wsi |
| 1021085 | Lipniak             | część wsi |
| 1021091 | Rynek               | część wsi |
| 0384176 | Skałka              | część wsi |

## Położenie
W okolicy miejscowości znajdują się Krzczonowski Park Krajobrazowy i Rezerwat przyrody Las Królewski. W okolicznych lasach znajdują się mogiły partyzantów z okresu II wojny światowej i mogiła żołnierzy Armii Radzieckiej.
Walory krajobrazowe ma droga biegnąca z Krzczonowa do miejscowości Żuków Pierwszy. Jest to odcinek kilku km drogi wśród lasu, porastającego utwory polodowcowe, osiągające wysokość do 100 m. Na okolicznych polach znajduje się kilka zabytkowych młynów-wiatraków.
Krzczonów historycznie położony jest w Małopolsce (początkowo w ziemi sandomierskiej, a następnie w ziemi lubelskiej). W 1786 miejscowość była wsią królewską w starostwie lubelskim województwa lubelskiego. W latach 1954–1972 wieś należała i była siedzibą władz gromady Krzczonów. W latach 1975–1998 miejscowość należała administracyjnie do województwa lubelskiego.

## Historia
Wieś notowana w dokumentach źródłowych w roku 1359 jako „Krczonow”, w roku 1491 nazwa brzmiała „Chrzanow”. Wieś była w wieku XIV własnością szlachecką, następnie królewską. W roku 1359 dziedzicem wsi był niejaki Pszonka. Po roku 1386 Władysław Jagiełło zostawszy królem,  skonfiskował Piotrowi Pszonce wieś Krzczonów, wieś została odtąd tenutą królewską. W roku 1439 Władysław Warneńczyk przeniósł wieś Krzczonów na prawo magdeburskie. Najazdy tatarskie jakie miały miejsce na przełomie XIV i XV wieku nie oszczędziły Krzczonowa, stąd w roku 1512 Zygmunt I  uwolnił mieszkańców Krzczonowa od wszelkich poborów i czopowego z powodu zniszczeń spowodowanych przez Tatarów.
Krzczonów w wieku XIX opisano jako wieś i folwark w powiecie lubelskim, gminie i parafii Krzczonów. Według noty SgKP z roku 1883, wieś posiadała kościół parafialny murowany, urząd gminny, kasę „wkładowo-zaliczkową”, szkołę gminną, gorzelnię, browar i młyn wodny. Data założenia kościoła w Krzczonowie jest nieznana, istniejący obecnie budynek murowany został wzniesiony na miejscu drewnianego w 1633 r.
W wieku XIX Krzczonów był osadą przemysłową, pośród ludności rozwijało się płóciennictwo. Według spisu miast, wsi, osad Królestwa Polskiego z 1827 roku Krzczonów był wsią rządową i miał 111 domów i 406 mieszkańców. Parafia Krzczonów w dekanacie lubelskim liczyła 5857 dusz.
Gmina Krzczonów w XIX wieku
Gmina Krzczonów należała do sądu gminnego okręgu II w osadzie Bychawa, najbliższa stacja pocztowa w Piaskach, powierzchnia gminy wynosiła 17819 mórg a liczyła 4030 mieszkańców. W gminie były 2 szkoły początkowe a także: gorzelnia, browar, dwa młyny, jeden wiatrak. W skład gminy wchodziły: Borzęcinek wieś i folwark Gierniak-Lipniak, Kosarzew Górny wieś i folwark Kosarzew Średni wieś i folwark Kosarzew Dolny wieś i folwark Krzczonów, Lewandowszczyzna, Olszanka, Policzyzna z folwarkiem Policki Majdan, Romanów, Stróża Kosarzowska z folwarkiem Teklin (Majdan Kosarzewa Górnego), Urszulin, Walentynów, Władysławów, Zielona karczma, Ziemin, Żuków.

## Infrastruktura
Na obszarze Krzczonowa znajdują się m.in.: cmentarz, remiza OSP Krzczonów, ośrodek zdrowia, pawilon handlowy, poczta, dworzec PKS-u, 3 apteki i stojące w środku wsi 2 bloki mieszkalne, wybudowane dla pracowników (nieistniejącego już) GS-u, a także ROKiS (Regionalny Ośrodek Kultury i Sportu) i pobliskie boisko.

## Wspólnoty wyznaniowe
- Kościół rzymskokatolicki:
  - parafia Wniebowzięcia NMP
- Świadkowie Jehowy:
  - zbór Bychawa-Krzczonów (zebrania w sali w Piotrkowie)[14]

## Odległości
Odległości do większych miejscowości:
- Lublin – 28 km
- Warszawa – 179 km
- Świdnik – 23 km
- Piaski – 18 km
- Krasnystaw – 33 km
- Żółkiewka – 14 km
- Wysokie – 12 km
- Bychawa – 12 km
- Jabłonna – 14 km